# Martin Ødegaard
Martin Ødegaard (* 17. prosince 1998, Drammen, Norsko) je norský fotbalový záložník, hráč a kapitán anglického klubu Arsenal FC. V patnácti letech se stal nejmladším hráčem i střelcem v historii nejvyšší norské ligy a také nejmladším reprezentantem norského národního A-týmu.

## Klubová kariéra

### Strømsgodset IF
Ve 14 letech byl na tréninkových stážích v evropských velkoklubech, anglickém Manchester United FC a německém FC Bayern Mnichov.
V nejvyšší norské lize Tippeligaen debutoval v dresu Strømsgodset IF 13. dubna 2014 v utkání proti Aalesunds FK, čímž se stal nejmladším hráčem v historii Tippeligaen. 16. května 2014 vstřelil čtvrtý gól svého týmu v zápase proti Sarpsborg 08 FF (výhra 4:1) a stal se tak nejmladším střelcem v historii Tippeligaen.

V sezóně 2014/15 se o něj strhla přetahovaná největších světových klubů. Mezi zájemce o jeho služby patřily např. FC Bayern Mnichov, Borussia Dortmund, AFC Ajax, Liverpool FC, Manchester United FC, Manchester City FC, Real Madrid, FC Barcelona.

### Real Madrid
V lednu 2015 přestoupil za 3 milióny eur (84 miliónů korun) do španělského velkoklubu Real Madrid. Začlenil se do rezervního týmu vedeného Zinedine Zidanem, trenér A-mužstva Carlo Ancelotti jej však dopsal na soupisku pro Ligu mistrů UEFA 2014/15. Ødegaardův otec Hans Erik dostal v Realu místo mládežnického trenéra.

V A-týmu Realu Martin debutoval 23. května 2015 v zápase La Ligy proti Getafe CF (výhra 7:3). Na hřiště se dostal v dresu číslo 41 v 58. minutě za stavu 5:3 a vystřídal autora hattricku Portugalce Cristiana Ronalda. Ve věku 16 let a 157 dní se stal nejmladším debutantem v „áčku“ Realu Madrid.
Do 10. ledna 2017, kdy odešel hostovat do nizozemského mužstva SC Heerenveen, odehrál za A-tým Realu jen 2 zápasy, jeden v La Lize a jeden v Copa del Rey. Nastupoval pravidelně za třetiligový rezervní tým (62 zápasů a 5 gólů do 10. ledna 2017).

### SC Heerenveen (hostování)
V lednu 2017 odešel na osmnácti měsíční hostování do nizozemského klubu SC Heerenveen. Zde ve 40 odehraných zápasech vstřelil 3 góly.

### Vitesse Arnhem (hostování)
V sezóně 2018 - 2019 odešel na hostování do nizozemského klubu Vitesse Arnhem, kde ve 35 odehraných zápasech vstřelil 9 gólů.

### Real Sociedad (hostování)
V červenci 2019 odešel na hostování do španělského klubu Real Sociedad, kde dosud odehrál 20 zápasů ve kterých vstřelil 4 góly a přidal 5 asistencí. (ke dni 13.2.2020).

### Arsenal (hostování)
Dne 27. ledna 2021 bylo potvrzeno hostování v anglickém Arsenalu, kde měl Ødegaard strávit zbytek ročníku 2020/21.
V zápase Premier League 30. ledna 2021 debutoval, Arsenal doma čelil Manchesteru United a remizoval 0:0. Ødegaard vkročil na trávník v 85. minutě a vystřídal Emila Smithe Roweho.

## Reprezentační kariéra
19. srpna 2014 jej trenér Per-Mathias Högmo nominoval do A-mužstva Norska pro přátelský zápas se Spojenými arabskými emiráty. V utkání hraném 27. srpna ve Stavangeru (remíza 0:0) nastoupil a stal se tak nejmladším norským reprezentantem A-týmu ve věku 15 let a 253 dní, překonal rekord Tormoda Kjellsena z roku 1910 (15 let a 351 dní).
Další věkový rekord překonal 13. října 2014 v kvalifikačním zápase na EURO 2016 proti Bulharsku (výhra 2:1), stal se totiž nejmladším hráčem evropské kvalifikace (ve věku 15 let a 300 dní), překonal rekord Islanďana Sigurðura Jónssona z roku 1983 (16 let a 251 dní).

## Osobní život
Jeho otcem je bývalý norský fotbalista Hans Erik Ødegaard, jeho idolem byl argentinský hráč Lionel Messi. Po přestupu do Realu se snažil své sympatie k argentinské hvězdě úhlavního rivala Realu FC Barcelona skrýt. Dalším vzorem mu je brazilský záložník Philippe Coutinho.